# Heinrich Ernst (Politiker)
Heinrich Ernst (* 12. August 1847 in Dättlikon; † 27. März 1934 in Zürich) war ein Schweizer Lehrer und Politiker des Grütlivereins.

## Biografie
Aufgewachsen als Sohn eines Kleinbauers begann Ernst 1863 die Ausbildung zum Lehrer am Seminar in Küsnacht. Nach der Weiterbildung zum Sekundarlehrer arbeitete Ernst in Horgen als Primarlehrer sowie in Dietikon und Winterthur als Sekundarlehrer.
Die politische Karriere von Heinrich Ernst begann 1890 mit der Wahl in den Kantonsrat für den Wahlkreis Winterthur. Von 1895 bis 1897 stand er als Winterthurer Stadtrat dem Bauamt vor. 1897 wurde er als erster Arbeitervertreter in den Zürcher Regierungsrat gewählt. Dort stand er nacheinander dem Sanitätswesen, der Finanzdirektion und der Erziehungsdirektion vor. In den Amtsjahren 1901/02, 1908/09, 1915/16 und 1919/20 stand er dem Regierungsrat als Präsident vor. Von 1920 bis 1922 war Ernst noch Mitglied des Kantonsrats für den Wahlkreis Zürich 1 und 2, bevor er ganz aus der Politik ausschied.
Er war mit Gertrud, die Tochter des Pfarrers und Politikers Gottlieb Ziegler, verheiratet.